# Cymbidium rectum
Cymbidium rectum är en orkidéart som beskrevs av Henry Nicholas Ridley. Cymbidium rectum ingår i släktet Cymbidium, och familjen orkidéer. Inga underarter finns listade i Catalogue of Life.